# Tame & Maffay
Tame & Maffay, auf Grund der Fortsetzung von 1979 auch Tame & Maffay 1 oder Tame & Maffay I genannt, ist ein Kollaborationsalbum der beiden Künstler Johnny Tame und Peter Maffay, das 1977 als gemeinsames Projekt erschien. Das Album ist dem Country-Rock zuzuordnen.

## Entstehungsgeschichte
Peter Maffay lernte Johnny Tame, dessen bürgerlicher Name Uwe Reuß ist, 1976 bei den Arbeiten an seinem Album Und es war Sommer kennen. Er schrieb dort den Titel Ich such’ meinen Stern. Kurz darauf trafen sich die beiden bei einer „Löwen-Verleihung“ von Radio Luxemburg in der Dortmunder Westfalenhalle wieder, bei der Tame auftrat. Sie verstanden sich auf Anhieb und jammten gemeinsam bis in die frühen Morgenstunden. Aus der spontanen Zusammenkunft entstand der Wunsch, gemeinsam zu arbeiten, und so traf man sich Wochen später in Santa Margalida auf Mallorca wieder und schrieb mehrere Songs. Die englischen Texte stammten dabei von Johnny Tame. Mit den Demoaufnahmen begaben sie sich ins Tonstudio Musicland, in dem mit Musikern der Maffay-Band von September 1976 bis November 1976 das erste gemeinsame Album produziert wurde. Es war zudem die erste Kooperation zwischen Maffay und Eddie Taylor, dem damaligen Saxofonisten von Snowball, der dann bis 1996 auch Mitglied der Band Peter Maffays war.

## Musikstil
Im Gegensatz zu Tames und Maffays vorigen Arbeiten, die vor allem im Schlager (Tame/Maffay) und im Deutschrock (Maffay) zu Hause waren, handelt es sich bei Tame & Maffay um ein Country-Rock-Album mit ausschließlich englischen Texten. Einflüsse aus dem 1970er Rock sind außerdem auf dem Album vertreten, so zum Beispiel Wah-Wahs und Congas.

## Coverartwork
Das Album zeigt ein Foto der beiden Protagonisten des Albums im Western-Look, das mit Sepia-Tönen bearbeitet wurde. Das Foto wurde von Michael von Gimbut erstellt.

## Titelliste
Die Lieder wurden von Peter Maffay (1, 2, 4 bis 8, 10 bis 12) und Johnny Tame (1 bis 12) komponiert.
1. Turn It Over – 2:48
2. Making It Better – 3:46
3. Too Many Stones   – 4:11
4. I’m Not a Man Who Wants to Be Alone  – 4:08
5. I’m Living in a Dream   – 3:41
6. I Can Be so Far Away  – 3:12
7. I’m Not Only Passing Time  – 4:53
8. Help Me – 2:26
9. See a Star – 5:02
10. And as I Hide Another Day  – 4:21
11. I’m Giving You Love Again  – 2:58
12. Nothing Can Be Changed Between Us  – 3:18

## Erfolg
Making It Better wurde als Single herausgebracht. Der Song erreichte, trotz fehlendem Airplays Platz 35 der deutschen Single-Charts und war insgesamt fünf Wochen in den Charts. Das Album selbst erreichte Platz 24 der Charts. Es machte die beiden Künstler auch international bekannt und erschien ebenfalls im Vereinigten Königreich.